# IBM Aptiva
IBM Aptiva — серия персональных компьютеров компании IBM, представленная в сентябре 1994 года, как замена PS/1. В первых моделях использовался процессор Intel 80486, в более поздних — Pentium и AMD Athlon. Все модели были разработаны компанией IBM, за исключением серии E, разработанной фирмой Acer. Производство Aptiva было прекращено в мае 2001 года, когда IBM заявила, что уходит с рынка домашних компьютеров. 
Взамен потребителям был предложен IBM NetVista, который позиционировался как офисный компьютер. 
В комплект IBM Aptiva входили системный блок, монитор, колонки, клавиатура и мышь. Первые модели поставлялись с IBM PC-DOS 6.3 и Windows 3.1. Модели на базе Pentium с Windows 95 и OS/2 «select-a-system» (PC-DOS 7 / Windows 3.1 / OS/2 Warp).
Все модели Aptiva имели встроенный модем и режим сна/гибернации «Rapid Resume».